# قرزح عصوي
قرزح عصوي (الاسم العلمي:Atraphaxis virgata) هو نوع من النباتات يتبع جنس القرزح من فصيلة البطباطية.